# Музей спортивної слави України
Музей спортивної слави України — започаткований 8 вересня 1965 року розпорядженням ради міністрів УРСР.

## Історія
Майже півстолітня історія Музею спортивної слави України почалася з Розпорядження Ради Міністрів УРСР від 8 вересня 1965 року, в якому, зокрема, говорилося, що «з метою пропаганди серед широких верств населення фізичної культури і спорту, а також узагальнення і показу досвіду розвитку їх в Українській РСР, дозволити Раді Союзу спортивних товариств і організацій УРСР створити в Київському Палаці спорту музей фізичної культури і спорту». Після цього Бюро Ради Союзу спортивних товариств і організацій уточнило назву — «Музей спортивної слави Української РСР».
Протягом чотирьох років за допомогою спортивної громадськості, залучення радіо, преси, телебачення проходив ретельний збір експонатів. Їх назбиралося понад три тисячі. Першому директору Дмитру Котку і головному хранителю фондів Ользі Щепенніковій в цьому неабияк допомогли видатні олімпійські чемпіони — Борис Шахлін, Поліна Астахова, Юрій Титов, Лариса Латиніна, Валентин Манкін, Іван Богдан, Віктор Цибуленко, Ніна Бочарова, ветерани спорту Яків Куценко, Іван П'яткін, Кіріяк Попов, Іван Бражник та багато інших видатних спортсменів і діячів спорту, які подарували музею свої спортивні нагороди, фотографії, дипломи та різну спортивну атрибутику.

## Фонд музею
Фонди Музею на сьогодні налічують понад 20 тисяч одиниць зберігання, це — медалі, знаки, значки, фотографії, фотонегативи, кубки, прапори, афіші, плакати, спортивна література та ін. Особливу цінність мають особисті колекції українських спортсменів — олімпійських чемпіонів, чемпіонів та призерів світу, Європи, Радянського Союзу, України.
Серед найстаріших експонатів музею — срібна та бронзова медалі І Російської Олімпіади 1913 року, яка проходила у Києві, скульптурна емблема спортивного товариства «Сокіл», пам'ятна медаль І сучасних Олімпійських ігор 1896 року, шабля та маска відомого фехтувальника П. А. Заковорота, перший кубок України з футболу, здобутий у 1937 році київським «Динамо».

## Музей сьогодні
Головним напрямком діяльності музею є вивчення і популяризація історії та сьогодення вітчизняного спорту. На музей покладається завдання збору і збереження музейних експонатів, що належать до історії та сучасних досягнень українського спорту.
За 48 років роботи музей відвідали понад 11 мільйонів осіб, серед яких багато українських спортсменів, представники спортивних організацій, зарубіжні спортивні делегації, учні, студенти. Почесними гостями музею були президенти Міжнародного Олімпійського Комітету Хуана Антоніо Самаранч та Жак Рогге, президент Міжнародної федерації футболу Зепп Блаттер.
Сподіваємось, що нова експозиція Музею спортивної слави з його унікальною колекцією з історії розвитку спорту в Україні залишиться головним науково-просвітницьким та історико-культурним центром, візитною картою країни з популяризації спортивних досягнень нашої держави.

## Адреса
м. Київ, вул. Велика Васильківська (Червоноармійська) 55